# Johannes Jacobus Smith
Johannes Jacobus Smith (Antuérpia 1867 - Oegstgeest 1947) (ou Joannes Jacobus Smith) foi um botânico holandês que entre os anos 1905 e 1924 viajou pelas ilhas das Índias Orientais Holandesas (principalmente Java), coletando espécies de plantas, descrevendo e catalogando a flora local. O padrão de abreviação em botânica J.J.Sm. é utilizado para as plantas descritas por J.J. Smith.

## Realizações
J.J.Smith estudou e descreveu centenas de espécies de orquídeas, entre elas:
- Aerides reversum J.J.Sm. (1912)
- Bulbophyllum borneense (Schltr.) J.J.Sm. (1912)
- Bulbophyllum brunendijkii J.J.Sm. (1906).
- Bulbophyllum echinolabium J.J.Sm. (1934).
- Calanthe veratrifolia var. dupliciloba J.J.Sm. (1922)
- Calanthe veratrifolia var. lancipetala J.J.Sm. (1930)
- Cirrhopetalum biflorum (Teijsm. & Binn.) J.J.Sm. (1903)
- Coelogyne salmonicolor var. virescentibus J.J.Sm. ex Dakkus (1935)
- Dendrobium acaciifolium J.J.Sm. (1917)
- Dendrobium acanthophippiiflorum J.J.Sm. (1915)
- Dendrobium agathodaemonis J.J.Sm. (1910)
- Dendrobium asperifolium J.J.Sm. (1911)
- Dendrobium atromarginatum J.J.Sm. (1929)
- Dendrobium capitellatum J.J.Sm. (1906)
- Dendrobium carstensziense J.J.Sm. (1929)
- Dendrobium confusum J.J.Sm. (1911)
- Dendrobium ephemerum J.J.Sm. (1917)
- Dendrobium halmaheirense J.J.Sm.
- Dendrobium lichenicola J.J.Sm. (1929)
- Dendrobium papilioniferum J.J.Sm. (1905)
- Dendrobium papilioniferum var. ephemerum J.J.Sm. (1905)
- Dendrobium quadrialatum J.J.Sm. (1922)
- Paphiopedilum glaucophyllum J.J.Smith (1905)
- Phalaenopsis amboinensis J.J.Sm. (1911)
- Phalaenopsis denevei J.J.Sm. (1925)
- Phalaenopsis fimbriata J.J.Sm. (1921)
- Phalaenopsis fimbriata var. sumatrana J.J.Sm. (1932)
- Phalaenopsis pulcherrima J.J.Sm. (1933)
- 67 Dendrochilum species
- and many more

Ele nomeou diversos gêneros de orquídeas: 
- Abdominea J.J. Sm.1914.
- Ascocentrum Schlechter ex- J.J. Sm. 1914.

## Publicações
Ele foi autor de diversos estudos taxonômicos.
- Smith, Joannes Jacobus. : ‘Orchidaceae van Ambon. - Batavia, 1905. (in Dutch)
- Smith, Joannes Jacobus. Aanteekeningen over orchideeën. - [S.l.], 1920. - 5 dl. (in Dutch)
- Smith, Joannes Jacobus. : The Orchidaceae of Dr. W. Kaudern's expedition to Selebes. - [S.l.], 1926
- Smith, Joannes Jacobus. : Enumeration of the Orchidaceae of Sumatra and neighbouring islands. - Dahlem bei Berlin, 1933.
- Smith, J.J. Beiträge zur Kenntnis der Saprophyten Javas. XII-XIV: Burmannia tuberosa Becc. Leiden.. 102-138 pp. 16 lithogr. plts.
- Koorders, S.H. & J.J.Smith. Ericacea - Gentianaceae - Corsiaceae - Polugalaceae. Leiden, 1912. 14 pp. 46 lithogr. plts.
- Koorders, Sijfert Hendrik, Theodoric Valeton & Johannes Jacobus Smith: Bijdrage no. 1 [-13] tot de kennis der boomsoorten op Java. Additamenta ad cognitionem Florae javanicae … Batavia & ‘s Gravenhage, G. Kolff, 1894–1914, 13 volumes (J.J.Smith is the sole author of volume 12 and of volume 13 in collaboration with Theodoric Valeton)
- J.J. Smith et al. - 's Lands Plantentuin Buitenzorg. Gedenkschrift ter gelegenheid van het honderdjarig bestaan op 18 mei 1917. Eerste gedeelte. (Buitenzorg, 1917) (in Dutch)
- J.J. Smith - Geïllustreerde gids voor 's Lands Plantentuin Buitenzorg pp 60 pb Buitenzorg, zj ±1925 (in Dutch)